# فرانسيسكو ريبا
فرانسيسكو ريبا (بالإيطالية: Francesco Ripa)‏ (5 نوفمبر 1985 بباتيباليا في إيطاليا - ) هو لاعب كرة قدم إيطالي في مركز الهجوم. لعب مع نادي برو باتاريا ونادي كومو وسورينتو كالتشيو ‏ وL'Aquila 1927 ‏ ونادي بوتنزا وUS Arzanese ‏ وASD Battipagliese ‏ وإيه جي نوسرينا 1910 ‏ ويوفي ستابيا.